# فريد جونز (كرة سلة)
فريد جونز (بالإنجليزية: Fred Jones)‏ مواليد 11 مارس 1979 في مالفيرن، هو لاعب كرة سلة أمريكي سابق بدأ مسيرته الاحترافية في سنة 2002 وحمل الرقم 0 و2 و20. يبلغ طوله 6 قدم 4 بوصة (1.9 م). اعتزل اللعب في 2011.

## فرق لعب لها
- إنديانا بايسرز
- تورونتو رابتورز
- بورتلاند ترايل بلايزرز
- نيويورك نيكس
- لوس أنجلوس كليبرز
- غوانغدونغ ساوثرن تايغرز

## روابط خارجية
- فريد جونز على موقع إن بي أي (الإنجليزية)
- فريد جونز على موقع سبورتس رفرنس (الإنجليزية)
- فريد جونز على موقع كرة السلة الأوروبية.كوم (الإنجليزية)
- فريد جونز على موقع كلية كرة السلة في سبورتس رفرنس.كوم (الإنجليزية)
- فريد جونز على موقع ريلجم (الإنجليزية)
- فريد جونز على موقع بروبوليرز (الإنجليزية)
- فريد جونز على موقع سبورتس رفرنس (الإنجليزية)